# Walant
Walant (nep. वालान्त) – gaun wikas samiti w zachodniej części Nepalu w strefie Seti w dystrykcie Achham. Według nepalskiego spisu powszechnego z 2011 roku liczył on 706 gospodarstw domowych i 4078 mieszkańców (2142 kobiety i 1936 mężczyzn).